# Karmsund

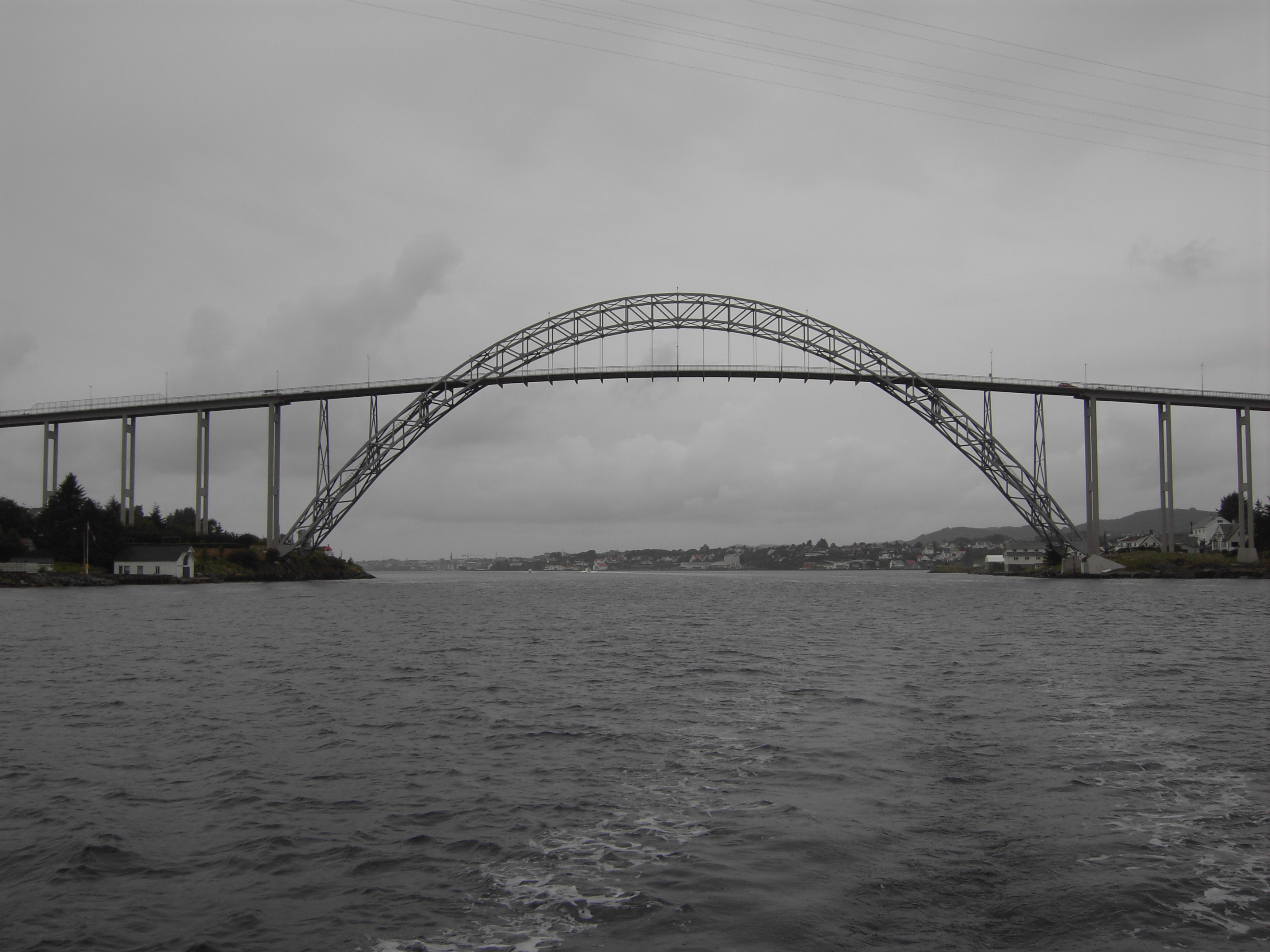
Le pont du Karmsund

Le Karmsund (en norvégien : Karmsundet) est un détroit séparant les municipalités de Karmøy et Haugesund à l'ouest de la Norvège. Le pont du Karmsund (no) reliant Karmøy à la terre ferme a été complété en 1955. 